# 綾羽
綾羽株式会社（あやは、AYAHA CORPORATION）は、京都市下京区に本店を置く、アヤハグループを統括する事業持株会社である。
なお、証券コード上は繊維製品のメーカーとなっているが、繊維事業は綾羽工業株式会社に移管された。

## 所在地

### 主要事業所

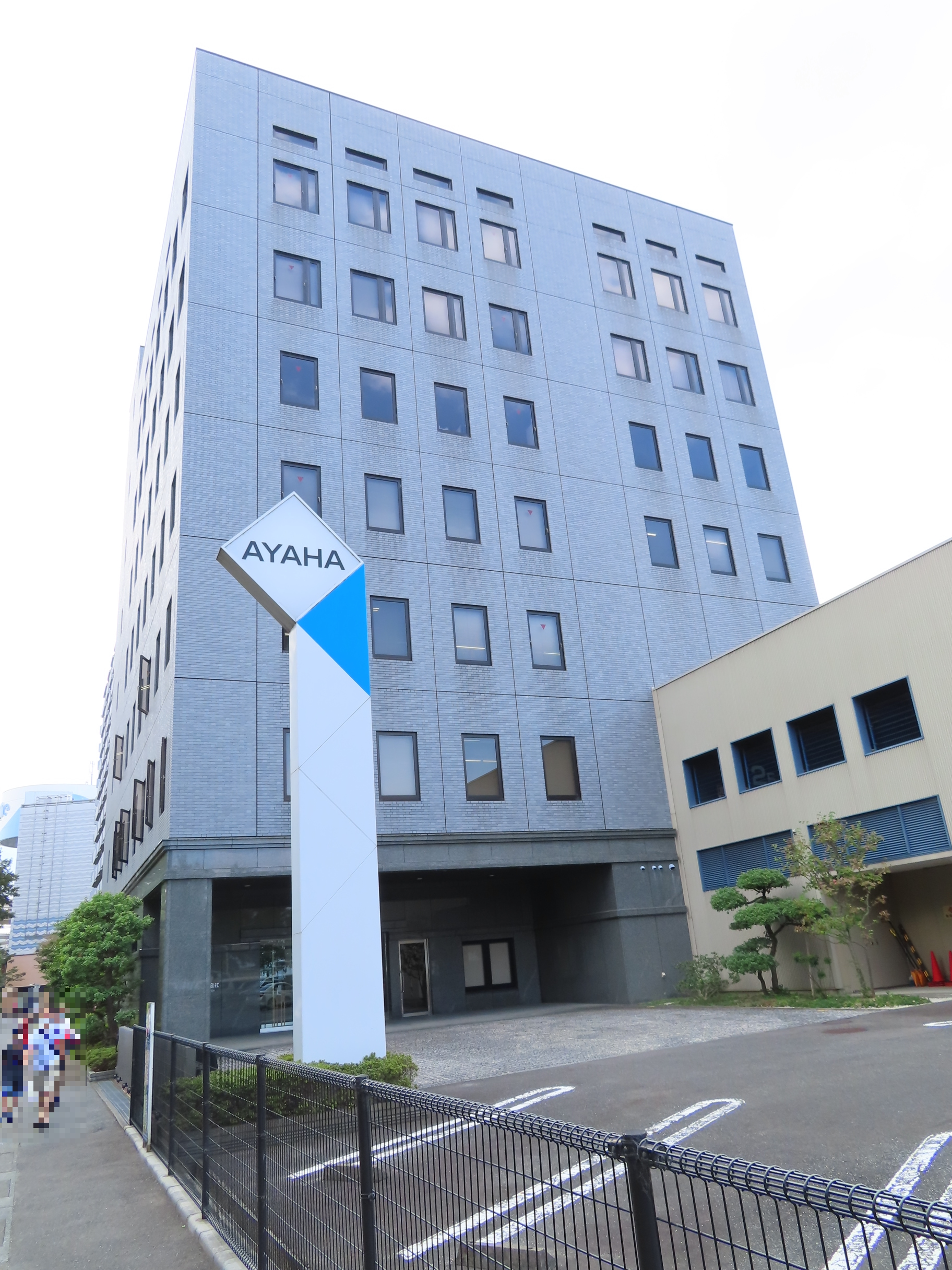
大津本店

京都本社
〒600-8411
京都市下京区烏丸通四条下る水銀屋町612番地
大津本社
〒520-0801
滋賀県大津市におの浜一丁目1番3号

## 沿革
- 1946年（昭和21年）10月25日 - 山城織物株式会社を設立。絹人絹織物の生産を開始。
- 1947年（昭和22年）5月 - 綾羽織物株式会社に社名を変更。
- 1951年（昭和26年）3月 - 綾羽紡織株式会社に社名を変更。膳所工場を新設。
- 1952年（昭和27年）
  - 1月27日 - 高島工場を新設。
  - 1月30日 - 日本重布工業株式会社（現・綾羽工業株式会社）を設立。
  - 5月 - 綾羽紡績株式会社に社名を変更。
- 1954年（昭和29年）2月 - 京都工場を新設。
- 1957年（昭和32年）5月 - 草津工場（現・エイスクエア）を新設。
- 1958年（昭和33年）4月 - アヤハクレープ株式会社を設立。
- 1961年（昭和36年）10月2日 - 株式会社アヤハディオを設立。
- 1962年（昭和37年）
  - 6月14日 - 株式会社エイエムエスを設立。
  - 8月 - 石部工場を新設。
  - 11月5日 - 株式会社アヤハ自動車教習所を設立。
- 1964年（昭和39年）2月19日 - 株式会社アヤハゴルフリンクスを設立。
- 1965年（昭和40年）4月 - 学校法人綾羽育英会綾羽高等学校を開校。
- 1968年（昭和43年）
  - 3月 - 草津貨物有限会社（現・アヤハ運輸倉庫株式会社）に資本参加。
  - 4月 - 湖北工場を新設。
- 1970年（昭和45年）10月 - 湖東工場を新設。
- 1971年（昭和46年）6月28日 - 株式会社アヤハレークサイドホテルを設立。
- 1972年（昭和47年）
  - 4月 - 綾羽工業株式会社に社名を変更（現在の同名会社とは別）。
  - 4月3日 - アヤハ不動産株式会社を設立。
  - 7月 - 滋賀化成工業株式会社（現・アヤハ化成株式会社）に資本参加。
- 1974年（昭和49年）11月1日 - 株式会社アヤハエンジニアリングを設立。
- 1991年（平成3年）4月 - 綾羽株式会社に社名を変更。
- 1993年（平成5年）7月14日 - 株式会社アヤハ環境開発を設立。
- 1995年（平成7年）
  - 3月22日 - 株式会社朝宮ゴルフ場を設立。
  - 4月 - 湖北工場を高島工場に統合。アヤハグループの繊維事業部門を綾羽工業株式会社（旧・日本重布工業株式会社）に移管。
- 10月 - 大津本社の新社屋が完成。
- 1996年（平成8年）3月26日 - エイスクエア (A・SQUARE) をオープン。ディオワールド１号店　草津店オープン。レストラン「ジォルナータ」オープン。
- 1997年（平成9年）
  - 6月 - ロック開発株式会社と合弁でアヤハロックプラザ（現:イオンタウンアヤハプラザ）をオープン[2]。
  - 10月 - 朝宮ゴルフコース（18Ｈ）オープン。
- 2000年（平成12年）
  - 8月 - リアリティバイ・ジャパン株式会社設立。
  - 11月 - アヤハプラザ水口をオープン。
- 2001年（平成13年）8月 - あやは居宅介護支援事業所をオープン。
- 2002年（平成14年）10月 - あやは訪問介護事業所をオープン。
- 2006年（平成18年）4月 - あやは福祉用具レンタルサービスをオープン。
- 2007年（平成19年）7月 - 「京セラソーラーレディースオープン」を朝日野カントリー倶楽部にて開催。
- 2008年（平成20年）
  - 7月 - 「永源寺温泉 八風の湯」オープン。
  - 11月 - 「A・SQUARE」SARA南館リニューアルオープン。
- 2010年（平成22年）9月 - 「熱海 伊豆山温泉 ハートピア熱海」オープン。
- 2011年（平成23年）11月 - アヤハディオ箕面彩都店オープン。
- 2012年（平成24年）4月 - アヤハディオ城陽店オープン。
- 2013年（平成25年）
  - 4月 - 「かつらぎ温泉 八風の湯」オープン。
  - 12月 - 「かつらぎ温泉 八風の湯」宿泊棟オープン

## 関連企業
- 綾羽工業株式会社
- 株式会社アヤハエンジニアリング
- アヤハ化成株式会社
- 株式会社アヤハディオ
- アヤハ不動産株式会社
- 株式会社アヤハ環境開発
- アヤハ運輸倉庫株式会社
- 株式会社アヤハゴルフリンクス
- 株式会社朝宮ゴルフ場
- 株式会社アヤハレークサイドホテル
- 株式会社アヤハ自動車教習所
- 株式会社エイエムエス
- リアリティバイ・ジャパン株式会社
- 学校法人綾羽育英会
  - 綾羽高等学校